# TV-apparat

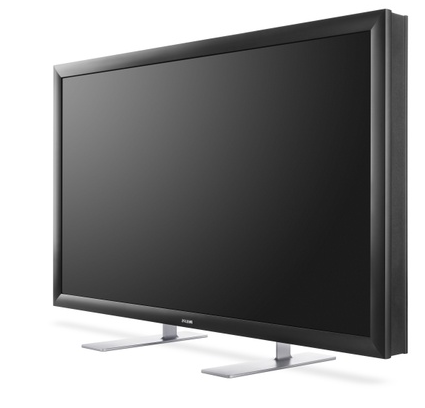
En 42" platt-tv från 2010-talet.

TV-apparat, eller i dagligt tal TV, är en apparat som i första hand är avsedd för att visa och ta emot audiovisuella signaler (television). Sedan andra tekniska lösningar såsom VHS, DVD och Blu-ray Disc kommit används även TV-apparaten för att visa inspelat material från dessa källor. En TV-apparat kan även användas som bildskärm för exempelvis spelkonsoler och datorer. Kortformen teve förekommer också, men bör helst undvikas enligt SAOL.
Förr avsåg även ordet TV-mottagare en TV-apparat, men särskilt under 2000-talet kan TV-mottagare dessutom syfta på tilläggsuttrustning till apparater för att kunna ta emot television, exempelvis i ett TV-kort för datorer eller en digital TV-mottagare som gör det möjligt att ta emot digital television exempelvis på en äldre TV-apparat.

## Komponenter
En TV-apparat består av en bildskärm, högtalare, en antenn eller ett Belling–Lee-antennuttag och ibland ett urval av andra uttag såsom Scart-, HDMI- och RCA-uttag. Oftast medföljer en fjärrkontroll, till skillnad från de allra äldsta TV-apparaterna där kanalknapparna (eller förr kanalvredet) enbart satt på TV-apparaten.
I TV-apparater kan det även finnas inbyggda funktioner som digital TV-mottagare och DVD-spelare.

## Bildskärmstekniker

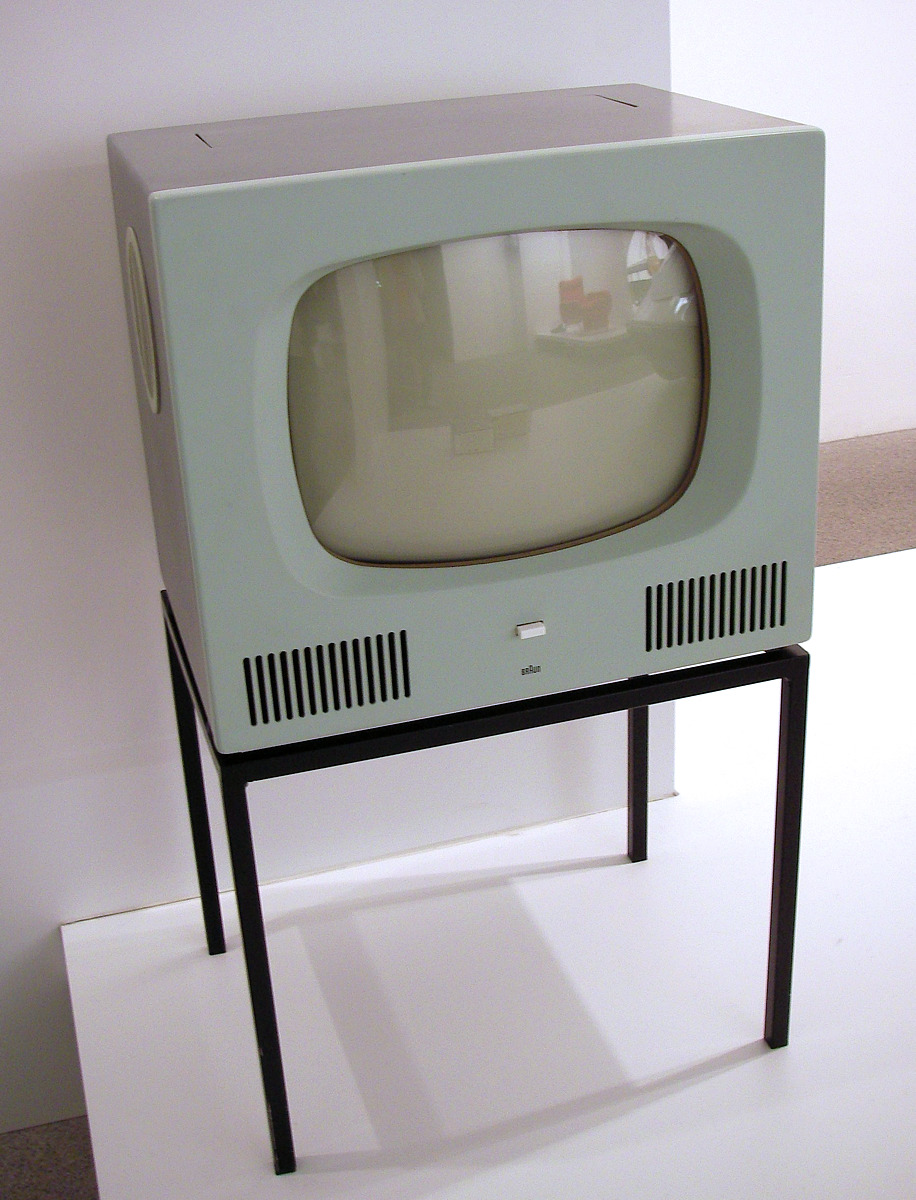
En så kallad Tjock-TV från Braun 1958 som använder tekniken katodstrålerör.

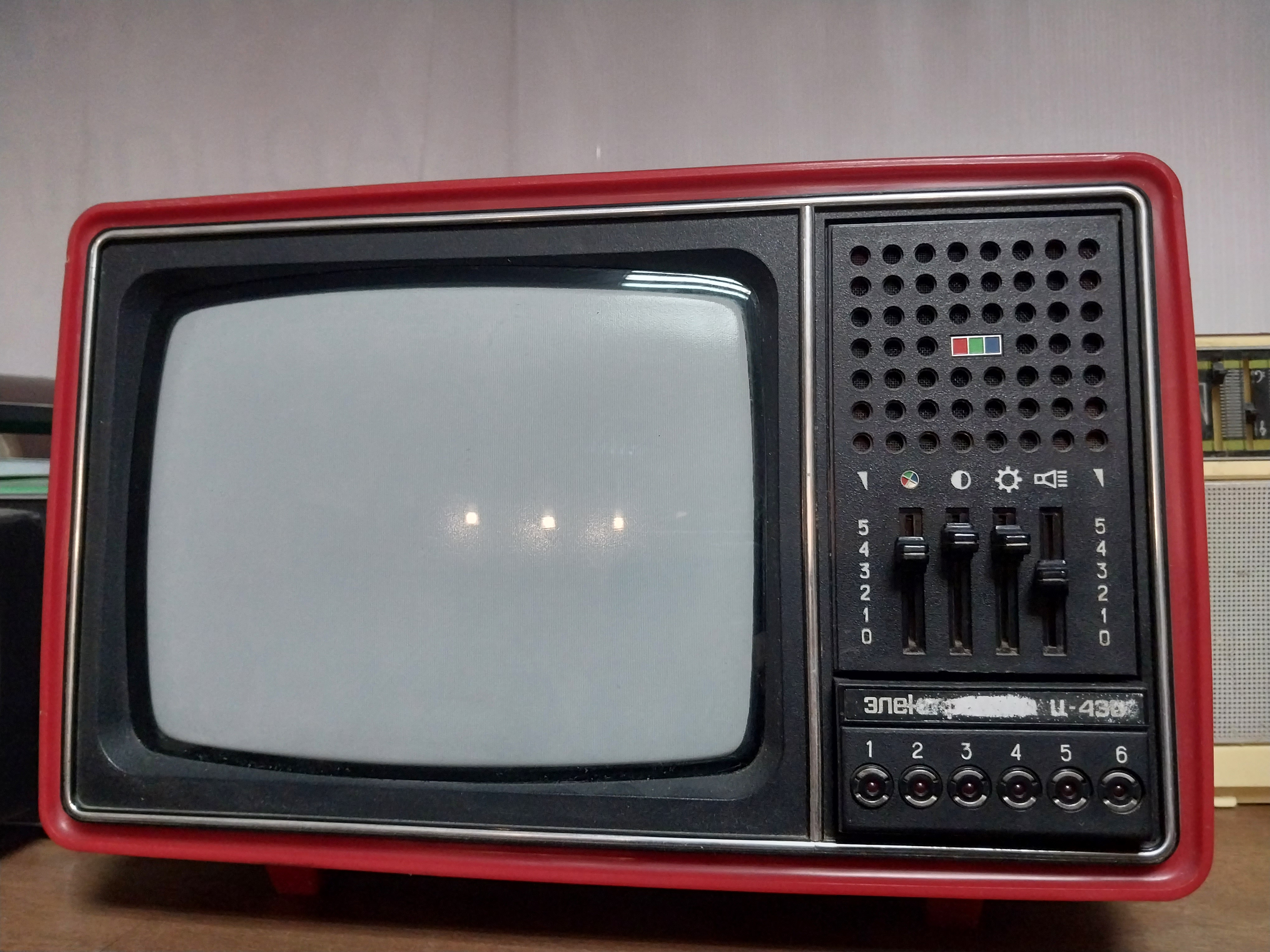
En tjock-TV som producerades under slutet av 1970-talet och 1980-talet.

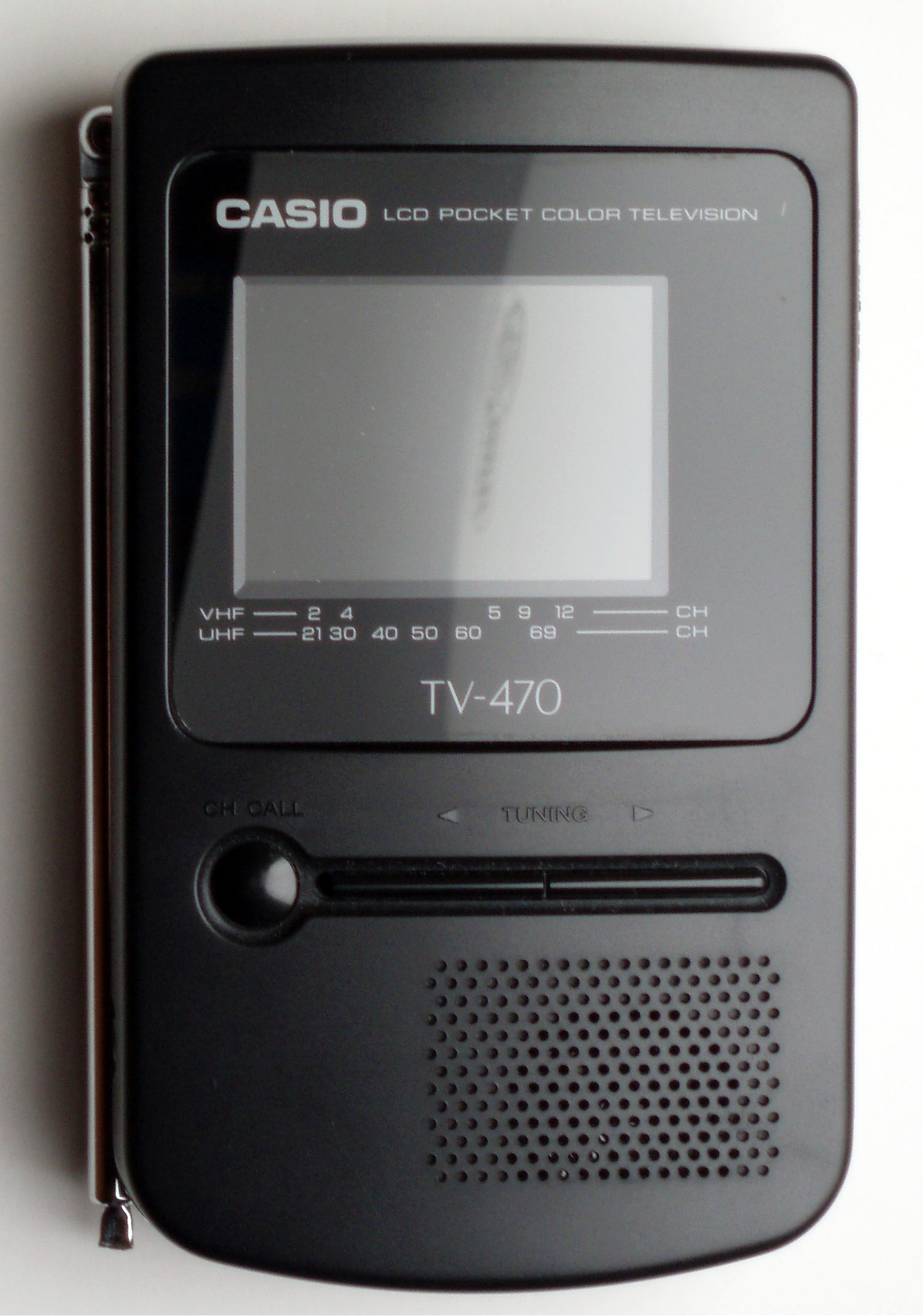
En portabel färg-TV i fickmodell från början av 1990-talet. Måtten (b/h/d) är cirka 80 x 130 x 30 mm och vikten cirka 0,3 kilo.

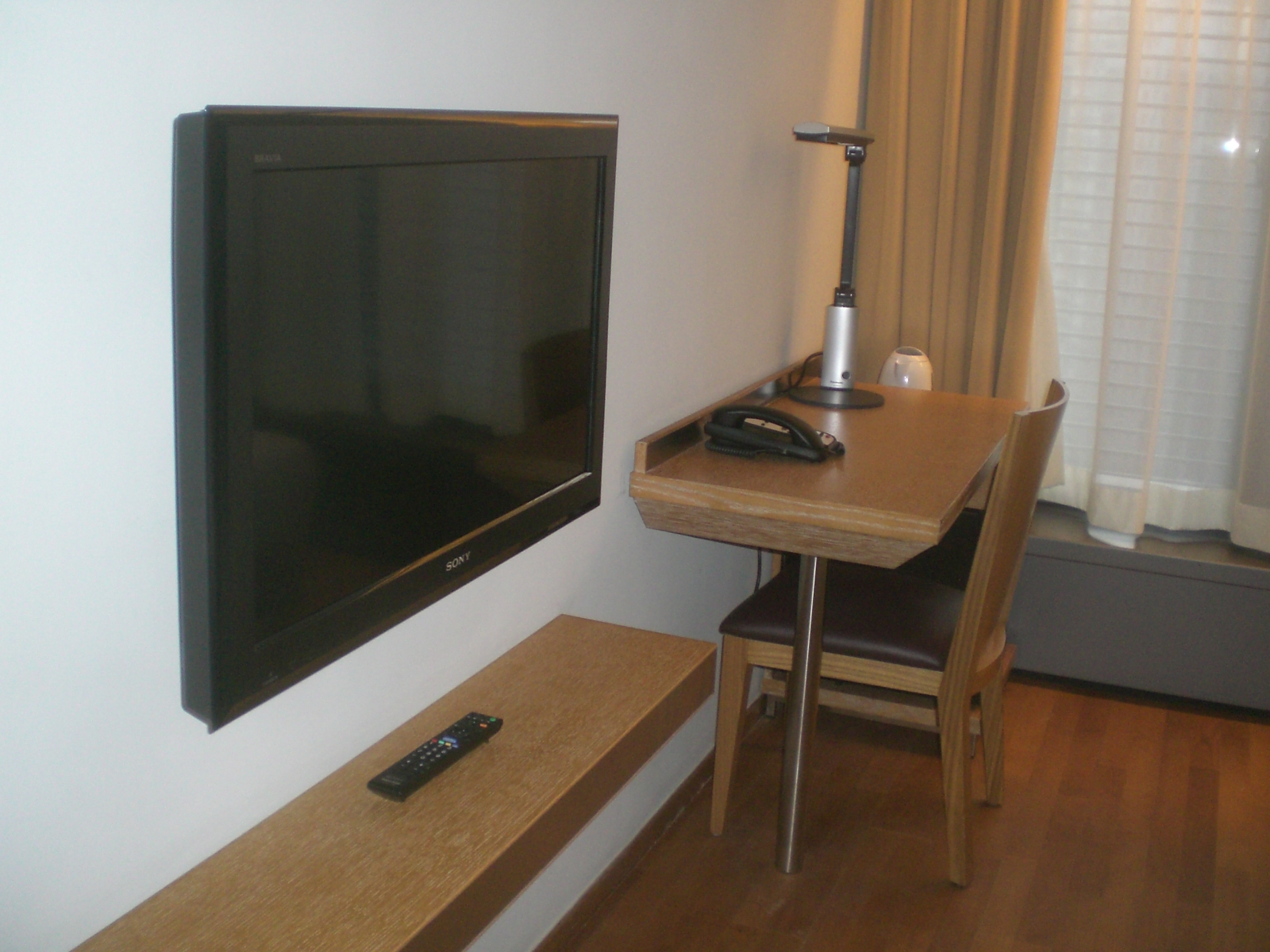
En platt-tv på väggen i ett hotellrum.

På grund av att TV-tillverkarna hela tiden strävar efter tunnare, bättre och energisnålare TV-apparater krävs det att tekniken på bildskärmarna utvecklas eller byts ut. Den vanligaste tekniken var förr katodstrålerör som gav upphov till väldigt djupa TV-apparater. Sedan dess har andra skärmar som plasmaskärmar, LCD-skärmar, SED-skärmar och OLED-skärmar använts.

### Tjock-TV
En tjock-TV är en vardaglig benämning på en TV som innehåller ett (eller flera) katodstrålerör (även kallat bildrör eller CRT), och därför har ett betydande djup jämfört med senare LCD- och plasmaskärmar. Denna typ av TV var totalt dominerande fram till början av 2000-talet, då olika former av platt-TV sakta men säkert började krympa dess marknadsandelar. Bakprojektions-TV är en annan, mindre vanlig typ av tjock-TV.
Tjock-TV:n har med åren försvunnit allt mer från nymarknaden. Det sista året det såldes en signifikant andel tjock-TV-apparater var 2008.

### Platt-TV
En platt-TV är en TV med plattskärm, så platt att den även kan hängas på väggen med enbart ett väggfäste, likt en tavla. Till skillnad från en tjock-TV som i allmänhet placeras på en TV-möbel.
Platta TV-apparater började förekomma i handeln i början av 2000-talet och slog ut de äldre typerna av apparater under 2010-talet i länder som Sverige, och är konstruerade kring digitala bildskärmar baserade på plasma- eller flytande kristall (LCD)-teknik.

## Historia
De första TV-apparaterna tillverkades i början av 1900-talet. Det fanns system för färg-TV redan tidigare men att skapa en fungerande TV-apparat med tekniken var svårare.
John L. Baird från Skottland konstruerade 1926 en maskin som han kallade televisor. Den byggde på ett mekaniskt system för överföring av bild från ett rum till ett annat. Systemet förbättrades och 1928 gjordes försök där bilder överfördes mellan London och New York, och samma år inledde han provsändningar i färg.
Amerikanen Vladimir Zworykin hade i många år forskat kring hur elektronstrålerör med en yta av fluorescerande material kunde användas för att rita upp en bild. 1929 konstruerade han det första helelektroniska TV-mottagarröret, vilket under 1930-talet utvecklades till teknik för elektronisk bildöverföring som var överlägsen Bairds. De första reguljära televisionssändningarna inleddes i London 1936.
År 1955 skapades den första fjärrkontrollen till en TV. Länge var fjärrkontrollerna stora och hade begränsade funktioner.
År 1962 inledde USA TV-sändningar via satellit och under 1980-talet blev det vanligt med kabel-TV. Det var något som medförde att TV-kanalerna blev fler och möjligheterna större för att ta del av sändningar från andra länder i sin TV-apparat.
Åtminstone från mitten av 1960-talet och framåt produceras bärbara TV-apparater. De tyngre kubliknande modellerna brukade ha bärhandtag på ovansidan. De följdes upp av mindre och plattare fickmodeller under 1990-talet som hade LCD-skärm, batteridrift och teleskopantenn. Dessa fickmodeller hade vanligtvis inga lagrade kanalinställningar, så för att byta kanal tryckte man på en knapp som genomförde en automatisk kanalsökning i frekvensbanden tills en ny TV-kanal hittades.
Innan internet och smartmobiler blev vanligt för allmänheten var TV:n en särskilt viktig del av människors vardag och fritid. Bland annat en viktig källa till nyheter, men även underhållning såsom Eurovision Song Contest och sport som världsmästerskap och OS. Det var vanligt att man bjöd in släkt, vänner och grannar för att gemensamt titta på TV och umgås. När priserna sjönk köpte många en extra TV till exempelvis sovrummet, barnens rum, köket eller husvagnen.
I början av 2000-talet tog platt-TV:n över allt mer av marknaden. Då ersattes också analoga TV-sändningar mer av digitala, som har större kapacitet. Det är också något som tvingat många människor att köpa en extern digitalbox eller en nyare TV med inbyggd digital TV-mottagare för att kunna fortsätta ta del av TV-kanaler på TV:n. Därefter har det blivit populärt att köpa en smart-TV eller olika tillbehör till TV:n, vilket gör den mer mångsidig. Exempelvis att skapa hemmabio eller använda internet via appar. Utvecklingen har gjort det möjligt att även ta del av sändningar i efterhand, när man själv önskar, istället för att anpassa sig till en TV-tablå.
Eftersom den digitala utvecklingen förväntas fortgå kan TV-apparater och TV-tillbehör behöva uppgraderas eller bytas ut då och då för att man ska kunna ta del av samma tjänster som tidigare, nya eller förbättrade tjänster.

### Sverige
Även om TV var känt i Sverige under 1930-talet, dröjde det till mitten av 1950-talet innan TV-sändningarna startade i Sverige. Samtidigt infördes obligatorisk TV-licens för innehav av TV-apparat, vilken senare blev till TV-avgift. Intresset för att skaffa tv var ändå stort redan från början. Den stora framgången för TV-apparater i Sverige kom i samband världsmästerskapet i fotboll 1958 som hölls i just Sverige. 1965 fanns det två miljoner licenser i landet.

## Definition av TV-mottagare

### Svensk lagstadgad definition fram till 2019
TV-mottagare enligt Sveriges Riksdag omfattas av Lag (1989:41) om finansiering av radio och TV i allmänhetens tjänst. Lagen upphävdes den 1 januari 2019.
2 § En TV-mottagare är en sådan teknisk utrustning som är avsedd att ta emot utsändning eller vidaresändning av TV-program, även om utrustningen också kan användas för annat ändamål. Lag (2006:798).
TV-mottagare enligt domslut 7368-13 i Högsta Förvaltningsdomstolen per 13 juni 2014: I enighet med 2 § Lag (1989:41) där begreppet ”avsedd” inte kan ges den innebörden att en dator med internetuppkoppling ska anses vara avsedd att ta emot utsändning eller vidaresändning av tv-program, samt där begreppet "utsändning eller vidaresändning" i avgiftslagens mening inte kan anses utgöras av en webbsändning.

### Radiotjänst i Kiruna
TV-mottagare enligt Radiotjänst i Kiruna är all utrustning som är avsedd att ta emot tv-sändningar. Exempel på TV-mottagare: tv, digitalbox, video med kanalväljare, inspelningsbara DVD-spelare, dator med TV-kort.

### EU direktiv
TV-mottagare enligt EU direktiv (EU) nr 1062/2010
1. TV-mottagare: en tv-apparat eller en tv-monitor.
2. TV-apparat: en produkt som i första hand är avsedd för att visa och ta emot audiovisuella signaler och som släpps på marknaden under en viss modell- eller systembeteckning, och som består av
a) en bildskärm,
b) en eller flera kanalväljare/mottagare och valfria ytterligare funktioner för lagring och/eller visning av data, såsom DVD-spelare, hårddisk (HDD) eller videobandspelare (VCR), antingen i en enda enhet kombinerad med bildskärmen, eller i en eller flera separata enheter.
3. TV-monitor: en produkt som är utformad för att på en integrerad bildskärm återge en videosignal från flera olika källor, inklusive tv-utsändningar, som eventuellt kan kontrollera och återge ljudsignaler från en extern källanordning, som anslutits via standardiserade videosignalingångar, inklusive standarderna cinch (component, composite), SCART, HDMI och kommande trådlösa standarder (men exklusive videosignalingångar som inte är standard, såsom DVI och SDI), men som inte kan ta emot och behandla sändningssignaler.

## Statistik
Världens största TV-tillverkare enligt Global 2016 års statistik för LCD TV.
| Rank | Företagsnamn | Företagsnamn             | Marknadsandel (%) | Huvudkontor     |
| ---- | ------------ | ------------------------ | ----------------- | --------------- |
| 1    | Sydkorea     | Samsung                  | 21,6              | Seoul, Sydkorea |
| 2    | Sydkorea     | LG Electronics           | 11,9              | Seoul, Sydkorea |
| 3    | Kina         | TCL                      | 9                 | Huizhou, Kina   |
| 4    | Kina         | Hisense                  | 6,1               | Qingdao, Kina   |
| 5    | Japan        | Sony                     | 5,6               | Minato, Japan   |
| 6    | Kina         | Skyworth                 | 4,5               | Shenzhen, Kina  |
| 7    | Hongkong     | TPV Technology (Philips) | 3,8               | Hongkong, Kina  |
| 8    | USA          | Vizio                    | 3,7               | Irvine, USA     |
| 9    | Kina         | Haier                    | 3,4               | Qingdao, Kina   |
| 10   | Kina         | Changhong                | 3,2               | Mianyang, Kina  |
| 11   |              | Övriga                   | 27,2              |                 |